# بيكامكس بين دونغ
بيكاميكس بين دونغ (بالفيتنامية: Câu lạc bộ bóng đá Becamex Bình Dương)‏ نادي كرة قدم فيتنامي، ويلعب في الدوري الفيتنامي تأسس عام 2001. وهو يلعب مبارياته في ملعب غو داو، وهو يلقب «تشيلسي الفيتنامي» بسبب الدعم الملي القوي الذي يحظى به.